# La signora delle camelie
La signora delle camelie (La Dame aux camélias, anche noto come La signora dalle camelie o La dama delle camelie) è un romanzo di Alexandre Dumas figlio, edito nel 1848. Composto nello spazio di un mese, il romanzo è la trasposizione romanzata della storia d'amore dell'autore con Marie Duplessis e rappresenta la vita e i segreti di quello che nel dramma omonimo egli definisce "il demi-monde".
Ha ispirato numerose versioni teatrali e cinematografiche, fra cui quelle del 1915, del 1917, del 1934, del 1953 e del 2005. È inoltre la base dell'opera La traviata di Giuseppe Verdi.

## Trama
Il romanzo, ambientato a Parigi, è narrato in prima persona; la voce narrante dichiara di voler raccontare una storia vera e toccante di cui è venuto a conoscenza in modo casuale. Inizia quindi a raccontare della sua visita ad un appartamento messo all'asta con tutti i mobili. Egli ipotizza che la ricca casa potesse essere appartenuta a una prostituta che l'aveva arredata con i molti oggetti preziosi regalati dai suoi uomini.
Intanto scopre che l'appartamento era di una certa Margherita Gautier, una mantenuta che egli conosceva per fama e che era morta da poco lasciando molti debiti.
Durante la narrazione, grazie ai flashback sulla storia di Margherita, il lettore viene a conoscenza del fatto che la protagonista frequentava gli Champs-Elysées e le rappresentazioni teatrali, portandosi sempre dietro tre oggetti: l'occhialino, un sacchetto di dolci e un mazzo di camelie, che per 25 giorni al mese erano bianche e per i restanti 5 giorni rosse (così comunicava in modo discreto quando era disponibile o meno per gli incontri amorosi). Margherita era una cortigiana protetta da un duca, che le dava denaro per soddisfare ogni suo capriccio poiché ritrovava in lei l'immagine della figlia morta: così, nonostante la vita mondana di eccessi e trasgressioni, il duca provava affetto verso di lei e se ne occupava.
Si torna alla narrazione: durante il giorno della vendita, avvenuta nel 1847, il narratore si aggiudica un libro (Manon Lescaut) pagandolo cento franchi, dove in prima pagina legge una dedica: «A Margherita. Umiltà, firmato Armando Duval».
Alla fine della giornata l'asta si chiude con grandi rendite e i debiti vengono così saldati.
Armando Duval, l'uomo della dedica, viene a conoscenza dell'acquisto del libro da parte del narratore; decide così di fargli visita, pregandolo di cederglielo.
Il narratore acconsente e Armando, per dimostragli l'immensa gratitudine, gli fa leggere una lettera che Margherita gli scrisse durante la malattia: dalla lettura si intuisce un vero rapporto di affetto.
Al ricordo della loro storia d'amore, Armando si dispera e fugge dalla casa del narratore.
Il narratore cerca Armando per farsi raccontare la sua storia d'amore con Margherita; raggiunge il cimitero in cui è sepolta dove scopre che Armando paga il responsabile del cimitero per tenere in ordine il suo sepolcro, ma pur di rivederla un'ultima volta è intenzionato a far aprire la tomba e riesumare il cadavere. Ottenuta l'autorizzazione dalla sorella di Margherita, inizia la cerimonia: Armando rivede il suo amore ormai corroso e quasi impazzisce a questa visione, cadendo malato. Durante l'intera convalescenza Armando è assistito dal narratore: tra i due nasce un vero rapporto di amicizia.

Durante le lunghe conversazioni, il narratore evita di parlare di Margherita per non risvegliare dolore e brutti ricordi, ma 
Inizia così il racconto della sua storia, che nasce quando Gastone, un suo amico, gli presenta Margherita durante una rappresentazione teatrale. Armando ne è subito colpito, ma lei ride della sua infatuazione. Poi, per un lungo periodo, perdurato per circa due anni, non riesce più a rivederla perché, a causa di una malattia, era in viaggio con il duca.
Passato quel lungo periodo, Armando la rivede di sfuggita: nonostante la malattia l'abbia resa quasi irriconoscibile, il suo cuore torna a battere per lei.
Armando vuole rincontrarla: così lui e Gastone fanno visita ad una conoscente, Prudenza, la vicina di casa di Margherita per poi fare visita a quest'ultima che è in compagnia di un conte noioso, che caccia per ospitare i due nuovi amici. Dopo la presentazione di Armando, si ricorda di lui: era l'uomo che le si presentò quella sera a teatro e che ogni giorno, durante la sua malattia, veniva ad informarsi sulle sue condizioni di salute senza mai lasciare il suo nome o un biglietto.
Armando è sempre più affascinato da Margherita: ella ha rifiutato un conte giovane e ricco che sarebbe stato pronto a rovinarsi per lei.
I quattro cenano insieme, ma, durante il servizio, Margherita si sente male e sputa sangue: Armando soffre pensando al male che gli eccessi devono provocare nel suo corpo.
È quella sera che Armando le dichiara il suo amore, ma Margherita, convinta di non aver nessuno al mondo che tenga a lei, pensa sia inutile provare a curarsi.
Armando la contraddice, dicendo che ora c'è lui che si occuperà di lei, donandole il suo amore. Margherita accetta la sua continua presenza, ma gli chiede di rispettare la sua indipendenza e il suo modo di vivere: infatti il suo amante deve essere discreto e sottomesso.
Armando è molto geloso del duca e del conte che continuano a far visita a Margherita: ma Prudenza gli spiega che lei ha bisogno dei loro soldi per mantenere un certo tenore di vita.
La relazione tra i due inizia quando Margherita rifiuta definitivamente il conte.
Grazie ad Armando e all'allontanamento di Margherita dalla sua vita passata di eccessi e vizi, le sue condizioni di salute migliorano molto.
In seguito ad una bella gita in campagna a Bougival, con Armando e Prudenza, Margherita decide di acquistare una casa per lei e il suo compagno: i soldi li avrebbe chiesti al duca.
Però anche nella nuova casa, Margherita non perde le sue abitudini: nel primo mese di questa nuova vita non c'è giorno in cui non ci siano ospiti.
Purtroppo il duca viene a conoscenza di queste sue abitudini e l'avrebbe perdonata solo nel caso avesse rinunciato alla sua relazione con Armando, che nel frattempo era diventata pubblica.
Margherita pur di non lasciare Armando, rinuncia al duca e al suo contributo economico.
Il tempo passa e dopo quattro/cinque mesi i due innamorati sono ancora in campagna.
Nonostante l'amore tra i due, Margherita a volte è triste: ora che non può più contare sui soldi del duca e del conte, ha molti debiti e quindi ha dovuto vendere i suoi cavalli e la sua carrozza.
Intanto il padre di Armando, venuto a conoscenza della nuova vita del figlio, si sente offeso: lui e la figlia vengono trascurati per l'amore di una cortigiana mantenuta. Il padre lo vorrebbe costringere a lasciare Margherita, ma non si rende conto che la felicità del figlio è legata a questa relazione ora.
Il padre, definendo il figlio un pazzo, se ne va e Armando torna a Bougival dalla sua amata.
Al suo ritorno, però, riceve un biglietto in cui Margherita afferma di averlo lasciato: Armando ne è disperato.
Intanto Margherita torna con il duca e con il conte, che le avevano ricomprato cavalli e carrozza e saldato tutti i debiti: aveva fatto ritorno alla vita mondana del passato da cui Armando l'aveva salvata.
Per la disperazione, Armando inizia a vendicarsi: partecipa a tutte le feste dove è presente Margherita e diventa l'amante di una sua amica cortigiana, Olimpia: Margherita si dimostra ferita nel cuore.
ma lei risponde con dignità, anche se ne soffre.
Il culmine del dolore Margherita lo ha quando Armando dichiara pubblica la sua relazione con Olimpia: la sofferenza è tale che Margherita si ammala; così, senza rimproveri, gli chiede la grazia e anche qualche visita che l'avrebbero resa felice.
Ma un ultimo litigio causa l'allontanamento dei due che perdono i contatti.
Nonostante ciò Armando viene a sapere che Margherita è gravemente malata: quindi le scrive una lettera e la sua risposta è quella che fa leggere al narratore.
La narrazione si conclude con le ultime lettere di Margherita ad Armando, dove si raccontano il suo stato di salute e i suoi ultimi istanti di vita.
Armando, leggendo, scopre che lei lo lasciò così improvvisamente per il volere di suo padre: lui non voleva che il figlio si rovinasse per lei e non avrebbe sopportato l'idea che la sua famiglia fosse disonorata dal fatto che una mantenuta vendesse i suoi averi per amore di Armando.
Inoltre Bianca, la sorella minore, si stava per sposare: sarebbe stata ripudiata dalla famiglia del futuro marito se Armando non avesse troncato la relazione con una cortigiana.
Lasciò quindi Armando e tornò alla vita mondana di un tempo che la fece ammalare nuovamente: l'unica che vegliò su di lei fu Giulia Duprat che scrisse il suo diario da quando Margherita fu incapace di farlo.
Anche Prudenza si allontanò da lei quando smise di ricevere denaro da Margherita, che era convinta che la sua salute sarebbe migliorata se Armando le avesse fatto visita.
Intanto la sua casa ha ricevuto il sequestrino e i creditori non aspettano che la sua morte per cominciare l'asta.
Alla fine Margherita muore di tisi e Armando ne sarà disperato.

## Personaggi
Marguerite Gautierè una cortigiana colta (frequenta teatri e rappresentazioni) e indipendente, soffre per la distanza morale che divide lei e Armando. Alexandre Dumas si è ispirato ad un personaggio realmente esistito: Marie Duplessis, la cortigiana più famosa della Parigi di Luigi Filippo. Il vero nome di Marie era Alphonsine Plessis ed ebbe una vita analoga alla protagonista del romanzo, morendo anche lei giovanissima, appena ventitreenne, di tisi. Nella versione teatrale il personaggio ebbe una grande interprete in Paola Pezzaglia.
Armandogiovane insicuro, geloso, suscettibile; nel corso del romanzo si scopre essere sempre più innamorato di Marguerite, ma quando viene lasciato è crudele e si vendica. È il secondo narratore della vicenda.
Prudenzavicina di casa a Parigi e cara amica di Marguerite finché quest'ultima le garantisce dei soldi.
Narratoreprova pietà per le donne, è indulgente verso le cortigiane.

## Edizioni
- (FR) Alexandre Dumas, La Dame aux camélias, Bruxelles, A. Lebègue, 1848.

Traduzioni italiane
- Alexandre Dumas, La signora delle camelie, traduzione di Paola Ojetti, collana Biblioteca romantica - I tesori della letteratura d'amore, Fabbri, 2004.
- Alexandre Dumas, La signora delle camelie, Milano, Bietti, 1912.
- Alexandre Dumas, La signora delle camelie, traduzione di Cinzia Bigliosi, Feltrinelli, 2013, ISBN 9788807900648
- Alexandre Dumas, Francesco Maria Piave, La signora delle camelie - La traviata, romanzo e libretto d'opera, edizione digitale in ebook, Nemo Editrice, 2013, ISBN 9788898790012

## Trasposizioni cinematografiche e televisive
- La signora delle camelie, diretto da Ugo Falena – film (1909)
- La Dame aux camélias, diretto da André Calmettes e Henri Pouctal – film (1912)
- La signora delle camelie, diretto da Baldassarre Negroni – film (1915)
- La signora delle camelie, diretto da Gustavo Serena – film (1915)
- Camille, diretto da Albert Capellani – film (1915)
- Camille, diretto da J. Gordon Edwards – film (1917)
- La signora dalle camelie (Camille), diretto da Fred Niblo – film (1926)
- La signora dalle camelie (La Dame aux camélias), diretto da Abel Gance e Fernand Rivers – film (1934)
- Margherita Gauthier, diretto da George Cukor – film (1937) - forse la versione più famosa
- La signora delle camelie, diretto da Carmine Gallone – film (1947)
- La signora dalle camelie (La Dame aux camélias), diretto da Raymond Bernard – film (1953)
- La signora delle camelie, diretto da Daniele D'Anza – miniserie TV (1957)
- La signora delle camelie, diretta da Vittorio Cottafavi – prosa televisiva (1971)
- La storia vera della signora dalle camelie, diretto da Mauro Bolognini – film (1981)
- La signora delle camelie, diretto da Lodovico Gasparini – film TV (2005)
- Un'estate al mare, diretto da Carlo Vanzina, episodio La signora delle camelie, con Gigi Proietti, liberamente ispirato a un vecchio sketch di Dino Verde – film (2008)
- Violetta, diretta da Antonio Frazzi – miniserie TV (2011)